# Enclave ed exclave in Spagna

## Exclave della Spagna
| Località                    | Superficie | Exclave in | Abitanti      |
| --------------------------- | ---------- | ---------- | ------------- |
| Llívia                      | 12,93 km²  | Francia    | 1.006         |
| Ceuta                       | 18,50 km²  | Marocco    | 75.861        |
| Melilla                     | 13,40 km²  | Marocco    | 69.184        |
| Peñón de Vélez de la Gomera | 0,019 km²  | Marocco    | 60 (militari) |

Gibilterra, colonia britannica che ha una superficie di 6,50 km² e conta 27 776 abitanti non può essere considerata un'exclave.

## Exclave ed enclave delle comunità autonome
| Enclave / Exclave   | Exclave di            | Enclave in                      | Superficie | Abitanti |
| ------------------- | --------------------- | ------------------------------- | ---------- | -------- |
| Berzosilla          | Provincia di Palencia | Provincia di Burgos e Cantabria | 20         | 50       |
| Orduña              | Paesi Baschi          | Castiglia e León                | 283        | 4.057    |
| Rincón de Ademuz    | Comunità Valenciana   | Castiglia-La Mancia e Aragona   | 370,10     | 2.505    |
| Valle de Villaverde | Cantabria             | Paesi Baschi                    | 19,5       | 383      |
| Treviño             | Castiglia e León      | Paesi Baschi                    | 33,49      | 1.424    |